# Niua Fo'ou
Niua Fo'ou es un distrito de la división administrativa de Niuas, en Tonga. Su capital es 'Esia. Tiene una población de 430 habitantes en 2021.  Es además la isla más septentrional de Tonga, situada a 337 km al noroeste de Niua Toputapu y a 640 km al norte de la isla de Tongatapu, la isla más remota de Tonga.

## Geografía
La isla es una caldera volcánica con el borde por encima de los 120 metros de alto, y con una altitud máxima de 250 metros en Mokotu. El litoral es rocoso y costero con pocas playas y sin un lugar cómodo para desembarcar.
La caldera forma una anilla de 8 km de diámetro que envuelve dos lagos. El más grande, Vai Lahi, es el lago del cráter de 4 km de ancho, 23 metros por encima del nivel del mar y 84 m de profundidad. Vai Lahi está separado del lago Vai Mata'aho, más pequeño, por un paisaje de bancos de arena. El fondo del lago se encuentra a 60 °C.
El volcán está activo con ocho erupciones registradas en el siglo XX. Además, se encuentra en la región de los ciclones.

### Clima
| Parámetros climáticos promedio de Niua Fo'ou, Niuas (Tonga) | Parámetros climáticos promedio de Niua Fo'ou, Niuas (Tonga) | Parámetros climáticos promedio de Niua Fo'ou, Niuas (Tonga) | Parámetros climáticos promedio de Niua Fo'ou, Niuas (Tonga) | Parámetros climáticos promedio de Niua Fo'ou, Niuas (Tonga) | Parámetros climáticos promedio de Niua Fo'ou, Niuas (Tonga) | Parámetros climáticos promedio de Niua Fo'ou, Niuas (Tonga) | Parámetros climáticos promedio de Niua Fo'ou, Niuas (Tonga) | Parámetros climáticos promedio de Niua Fo'ou, Niuas (Tonga) | Parámetros climáticos promedio de Niua Fo'ou, Niuas (Tonga) | Parámetros climáticos promedio de Niua Fo'ou, Niuas (Tonga) | Parámetros climáticos promedio de Niua Fo'ou, Niuas (Tonga) | Parámetros climáticos promedio de Niua Fo'ou, Niuas (Tonga) | Parámetros climáticos promedio de Niua Fo'ou, Niuas (Tonga) |
| Mes                                                         | Ene.                                                        | Feb.                                                        | Mar.                                                        | Abr.                                                        | May.                                                        | Jun.                                                        | Jul.                                                        | Ago.                                                        | Sep.                                                        | Oct.                                                        | Nov.                                                        | Dic.                                                        | Anual                                                       |
| ----------------------------------------------------------- | ----------------------------------------------------------- | ----------------------------------------------------------- | ----------------------------------------------------------- | ----------------------------------------------------------- | ----------------------------------------------------------- | ----------------------------------------------------------- | ----------------------------------------------------------- | ----------------------------------------------------------- | ----------------------------------------------------------- | ----------------------------------------------------------- | ----------------------------------------------------------- | ----------------------------------------------------------- | ----------------------------------------------------------- |
| Temp. máx. media (°C)                                       | 30.5                                                        | 30.8                                                        | 30.9                                                        | 30.5                                                        | 29.8                                                        | 29.2                                                        | 28.7                                                        | 28.6                                                        | 29.2                                                        | 29.3                                                        | 30.0                                                        | 30.3                                                        | 29.8                                                        |
| Temp. mín. media (°C)                                       | 24.0                                                        | 24.1                                                        | 24.1                                                        | 24.1                                                        | 23.6                                                        | 23.2                                                        | 22.2                                                        | 22.4                                                        | 22.8                                                        | 23.1                                                        | 23.5                                                        | 23.8                                                        | 23.4                                                        |
| Lluvias (mm)                                                | 296.1                                                       | 261.1                                                       | 296.4                                                       | 249.1                                                       | 172.3                                                       | 145.2                                                       | 113.7                                                       | 123.1                                                       | 112.9                                                       | 173.0                                                       | 228.8                                                       | 311.6                                                       | 2483.3                                                      |
| Días de lluvias (≥ 1 mm)                                    | 21                                                          | 20                                                          | 22                                                          | 18                                                          | 15                                                          | 13                                                          | 13                                                          | 15                                                          | 13                                                          | 14                                                          | 18                                                          | 19                                                          | 201                                                         |
| Fuente: Tonga Meteorological Services                       |                                                             |                                                             |                                                             |                                                             |                                                             |                                                             |                                                             |                                                             |                                                             |                                                             |                                                             |                                                             |                                                             |

## Historia
La isla fue descubierta por los holandeses Le Maire y Schouten en 1616. Como estaban  necesitados de agua y víveres, la llamaron Goede Hoop (Buena Esperanza en holandés, pero se encontraron con un litoral de roca negra inaccesible y sólo consiguieron intercambiar cuatro peces.
El volcán ha estado activo durante muchos años. En el siglo XIX se registraron erupciones en los años 1814, 1853, 1867, 1886 y 1887. La erupción de 1853 destruyó la localidad de 'Ahau, terminando con la vida de 25 personas. La lava de las erupciones de 1912 y de 1929 destruyó la villa de Futu, inutilizando el único puerto, y quemando toda la vegetación de la parte occidental de la isla. Otras erupciones ocurrieron en los años 1935, 1936, 1943 y 1946. La erupción de 1946 resultó especialmente violenta y en diciembre de 1946, los 1300 habitantes de la isla fueron evacuados y reinstalados en la localidad de Angaha, 'Eua. No fue hasta 1958 cuando se permitió retornar a los primeros grupos de habitantes, pero el año siguiente volvía a entrar en erupción. La última es de 1985.
Niua Fo'ou ha sido también conocida como Tin Can Island (Isla del Caldera de Lata en inglés). Como no tiene puerto natural ni un embarcadero, se usaba un método poco convencional para las comunicaciones postales: el correo enlatado. El correo se sellaba en una lata de galletas y se lanzaba por la borda desde los barcos de paso. Después los nadadores lo recogían. El correo enlatado funcionó desde finales del siglo XIX hasta 1931, cuando un tiburón mató a un empleado de correos.

## Fauna
La gallinácea Megapodius pritchardii es endémica de esta isla y se halla en peligro de extinción.